# Jarčja Dolina
Jarčja Dolina este o localitate din comuna Žiri, Slovenia, cu o populație de 72 de locuitori.